# Luogo (geometria)
In matematica, ed in particolare in geometria e in geometria analitica, un luogo geometrico, o più semplicemente un luogo, è l'insieme di tutti e soli i punti di uno spazio che godono di una determinata proprietà. Di solito questa proprietà riguarda nozioni geometriche ed è espressa con formule matematiche (come ad esempio equazioni o disequazioni), ed il luogo geometrico forma una o più figure continue nell'ambiente del quale fa parte (del piano, dello spazio tridimensionale...). 

## Storia e filosofia
Fino all'inizio del XX secolo, una forma geometrica (ad esempio una curva) non era considerata come un insieme infinito di punti; piuttosto, è stato considerato come un'entità su cui un punto può essere localizzato o su cui si muove. Così un cerchio nel piano euclideo è stato definito come il luogo di un punto che si trova ad una data distanza di un punto fisso, il centro del cerchio. Nella matematica moderna, concetti simili sono più frequentemente riformulati descrivendo le forme come insiemi; per esempio, si dice che il cerchio è l'insieme di punti che si trovano ad una data distanza dal centro. 
In contrasto con la visione della teoria degli insiemi, la vecchia formulazione evita di considerare infinite collezioni, poiché evitare l'infinito effettivo era un'importante posizione filosofica dei matematici precedenti. 
Una volta che la teoria degli insiemi divenne la base universale su cui è costruita l'intera matematica, il termine di luogo divenne piuttosto antiquato. Tuttavia, la parola è ancora ampiamente utilizzata, principalmente per una formulazione concisa, ad esempio:
- Luogo critico, l'insieme dei punti critici di una funzione differenziabile.
- Luogo degli zeri o luogo di fuga, l'insieme di punti in cui una funzione svanisce, in quanto assume il valore zero.
- Luogo singolare, l'insieme dei punti singolari di una varietà algebrica.
- Luogo di connessione, il sottoinsieme dell'insieme di parametri di una famiglia di funzioni razionali per la quale l'insieme Julia della funzione è connesso.

Più recentemente, tecniche come la teoria degli schemi e l'uso della teoria delle categorie invece della teoria degli insiemi per dare un fondamento alla matematica, sono tornate a nozioni più simili alla definizione originale di un locus come un oggetto in sé piuttosto che come un insieme di punti. 

## Esempi in geometria piana
Alcuni semplici e fondamentali luoghi geometrici sono:
- la circonferenza è il luogo dei punti la cui distanza, detta raggio, da un punto dato, chiamato centro, è costante;
- l'ellisse è il luogo dei punti del piano per i quali è costante la somma delle distanze da due punti fissi, chiamati fuochi;
- la parabola è il luogo dei punti del piano equidistanti da un punto, chiamato fuoco, e da una retta direttrice;
- l'iperbole è il luogo dei punti del piano per i quali è costante il valore assoluto della differenza delle distanze da due punti fissi, chiamati fuochi.

- il circocentro di un triangolo: luogo dei punti equidistanti dai vertici del triangolo,
- l'incentro di un triangolo: luogo geometrico dei punti equidistanti dai lati del triangolo (mediante le 3 bisettrici),
- l'asse di un segmento: luogo dei punti equidistanti dagli estremi del segmento,
- la bisettrice di un angolo: luogo dei punti equidistanti dai lati dell'angolo,
- il piano bisettore di un diedro: luogo dei punti equidistanti dalle facce del diedro,
- la retta: luogo dei punti che soddisfano una particolare equazione,
- un quadrante del piano cartesiano: luogo dei punti con coordinate maggiori e/o minori di zero.

## Dimostrazione di un luogo geometrico
Per dimostrare che una forma geometrica è il luogo corretto per un dato insieme di condizioni, si divide generalmente la dimostrazione in due fasi:
- Dimostrare che tutti i punti che soddisfano le condizioni sono sulla forma data.
- Dimostrare che tutti i punti sulla forma data soddisfano le condizioni.